# دائرة معارف القرن العشرين
دائرة معارف القرن العشرين موسوعة من إعداد محمد فريد وجدي الذي أصدرها من مطبعته في مصر بسنة 1910، واستمر بإعدادها لعشر سنوات. ومن ثم أعيد طباعتها في دار المعرفة (بيروت) في الستينيات والسبعينيات. وتقع في عشرة أجزاء، ويصل مجموع صفحاتها إلى 8416 صفحة، مرتبة ترتيبًا ألفبائيًا. وهي تخلو من الرسومات والوسائل الإيضاحية والخرائط. كما هو عنوانها، فهي تقتصر على المعرفة والمعلومات المتاحة لمعدها في بدايات القرن العشرين، أي هي لا تشمل الأحداث والشخصيات والمعرفة عموماً التي حدثت بالنصف الثاني من القرن الماضي.